# Schleifkothengrund
Der Schleifkothengrund ist ein etwa drei Kilometer langer Talabschnitt am Oberlauf des Steinbachs, er gehört zur Gemarkung Steinbach im Wartburgkreis im
Thüringer Wald.

## Beschreibung

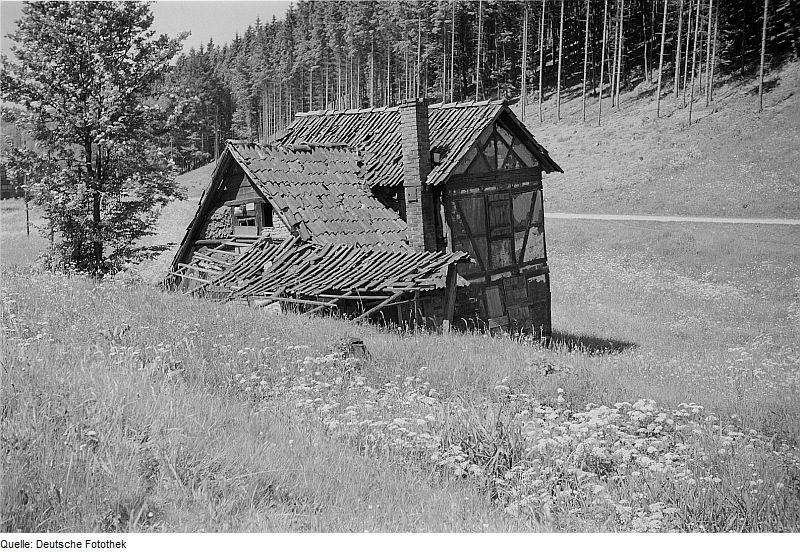
Historische Aufnahme der letzten Schleifkote von Steinbach

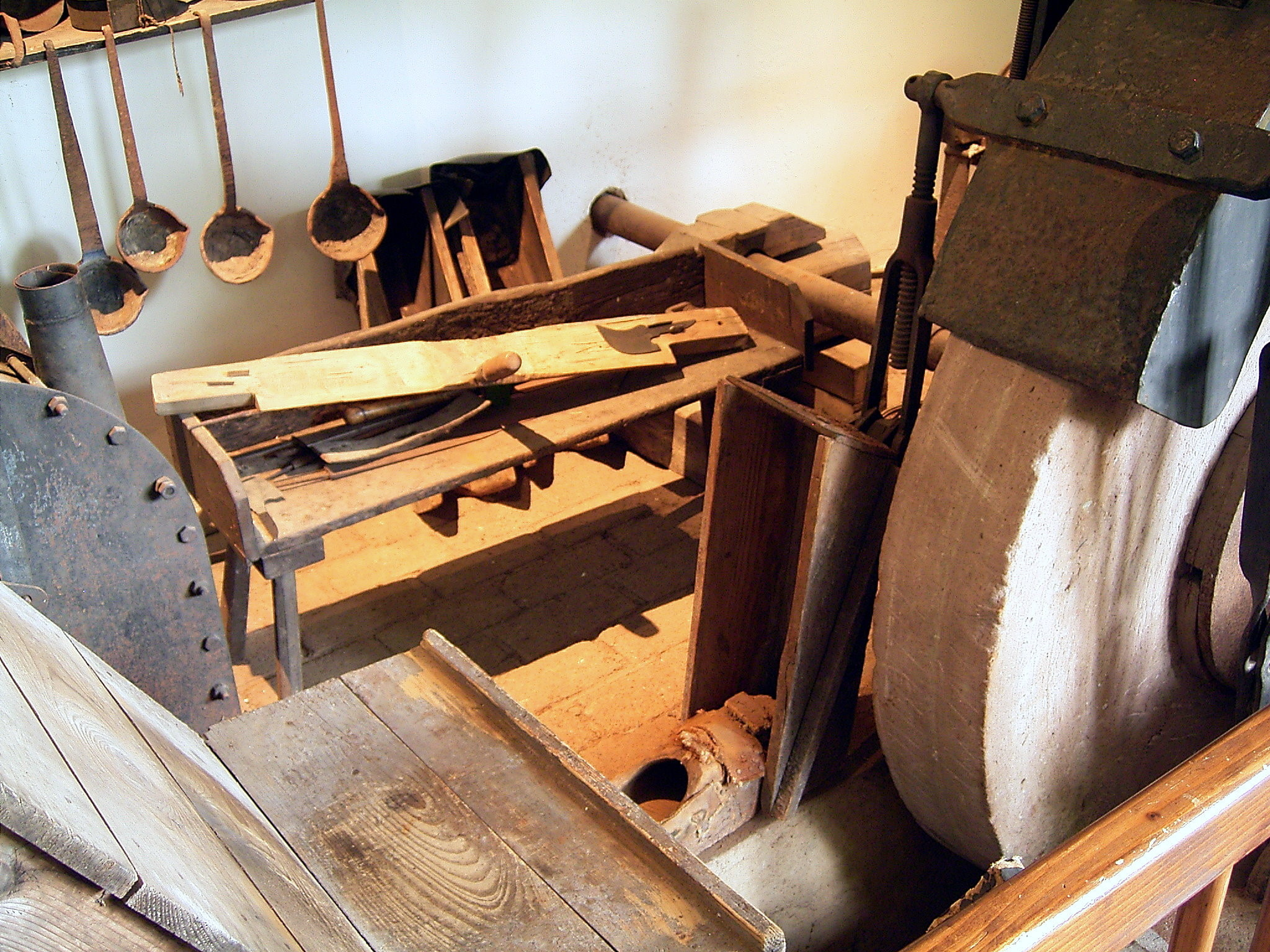
Typischer Arbeitsplatz eines Klingenschleifers (Solingen)

Der Schleifkothengrund gilt als enges, steilwandiges Kerbtal, das sich bis zu 200 Meter tief in das Gebirgsmassiv eingeschnitten hat. Die hier anstehenden Gesteine werden als Ruhlaer Granit, Liebensteiner Gneis und Steinbacher Augengneis bezeichnet.
Die Vegetation der Hanglage wird vom Hainsimsen-Buchen-Wald bestimmt, den Bachlauf säumt ein Eschen-Erlen-Gehölzstreifen. Das durch den Bach feuchte Milieu begünstigte die Ausbreitung von Farnen und Kräutern in der Bodenflora. Das Tal ist auch Lebensraum seltener Amphibienarten und Insekten.
Das heute bewaldete Tal war seit dem Mittelalter ein Zentrum der arbeitsteiligen Messerbearbeitung und erhielt seinen Namen von einer Ansammlung von 7 Schleifmühlen (Schleifkoten) in denen über Jahrhunderte mit der Kraft des Gebirgsbachs die Rohlinge der Messerklingen bearbeitet wurden.
Von den Mühlen und Werkstätten der Klingenschleifer, die sich im 17. Jahrhundert mit den benachbarten Ruhlaer und Brotteroder Klingenschmieden arbeitsteilig verbündet hatten, blieben nur wenige Zeugnisse erhalten, im Ort finden sich noch zahlreiche Schleifsteine als Andenken an das schon vor dem Zweiten Weltkrieg eingestellte Handwerk.
Der Aufbau einer Schleifkote kann an Modellen (beispielsweise auch in der Stadtinformation Ruhla) studiert werden. Das Aufschlagwasser (Oberwasser) wurde der Mühle durch ein Wehr vom Gebirgsbach zugeleitet. Über ein hölzernes Gerinne floss das Mühlwasser (etwa 100 Liter pro Sekunde) in das Wasserrad, dessen typischer Durchmesser wurde mit 4 bis 4,5 m für kleine Räder ausgelegt, das größte Steinbacher Mühlrad hatte sogar 8,4 m Durchmesser. Mit der entstehenden Drehbewegung war, bei optimalen Bedingungen, eine Antriebskraft von 6 bis 11 PS zu erzeugen, die über die Antriebswelle und ein hölzernes Zahnradgetriebe auf die vorhandenen Schleifsteine der Mühle verteilt wurde. Die bis zu einer Tonne schweren Schleifsteine aus Sandstein wurden meist aus Brüchen vom Gothaer Seeberg beschafft. Zum Austausch verbrauchter Schleifsteine oder bei technischen Defekten, meist wenn ein hölzernes Teil des Getriebes brach, musste die Mühlenarbeit unterbrochen werden, das schmälerte Verdienst und Gewinn. Ab 1875 wurden als Folge der Industrialisierung von Eisengießereien erzeugte robuste Zahnräder in normierten Größen und in großer Stückzahl preiswert angeboten. Auch der Einsatz von Treibriemen aus Leder oder Baumwolle verbesserte den Wirkungsgrad der Mühle. Trotz hoher Kosten stellten die Schleifmühlen auf die robuste Technik um. Doch auch dies hatte seine Tücken: die schwere Technik geriet bei Unwucht eines Teils (meist der Schleifscheibe) in Schwingung, die noch aus Holz erbauten Mühlen waren den Belastungen nicht mehr gewachsen und begannen durch lautes Ächzen und Knarren im Gebälk auf ein bevorstehendes Auseinanderfallen zu warnen. Nach dem Ersten Weltkrieg ging die Zahl der Mühlen rapide zurück, auch ersetzte in Steinbach ab 1915 der Elektromotor den Wasserantrieb als Energiequelle. Aus dem Solinger Messerfabriken abgekaufte halbautomatische Schleifmaschinen ersetzten bis 1930 die traditionelle Technik. Die auf das Messerschleifen optimierten Schleifkoten waren für andere Anwendungen nicht zu gebrauchen und wurden von ihren Besitzern aufgegeben. Die letzte Schleifkote wurde in Steinbach nach 1980 abgerissen.
Bis zu 8 Schleifer und Polierer arbeiteten in jeder Schleifkote, die Arbeitsbedingungen waren durch den Schleifstaub und die hohe Luftfeuchtigkeit gesundheitsschädlich, doch der Verdienst war bei entsprechender Qualität relativ hoch. Viele Steinbacher Messerschleifer verstarben kaum 40-jährig an der „Steinbacher-Krankheit“, wie man die Staublunge im Ort nannte.

## Thematischer Wanderweg

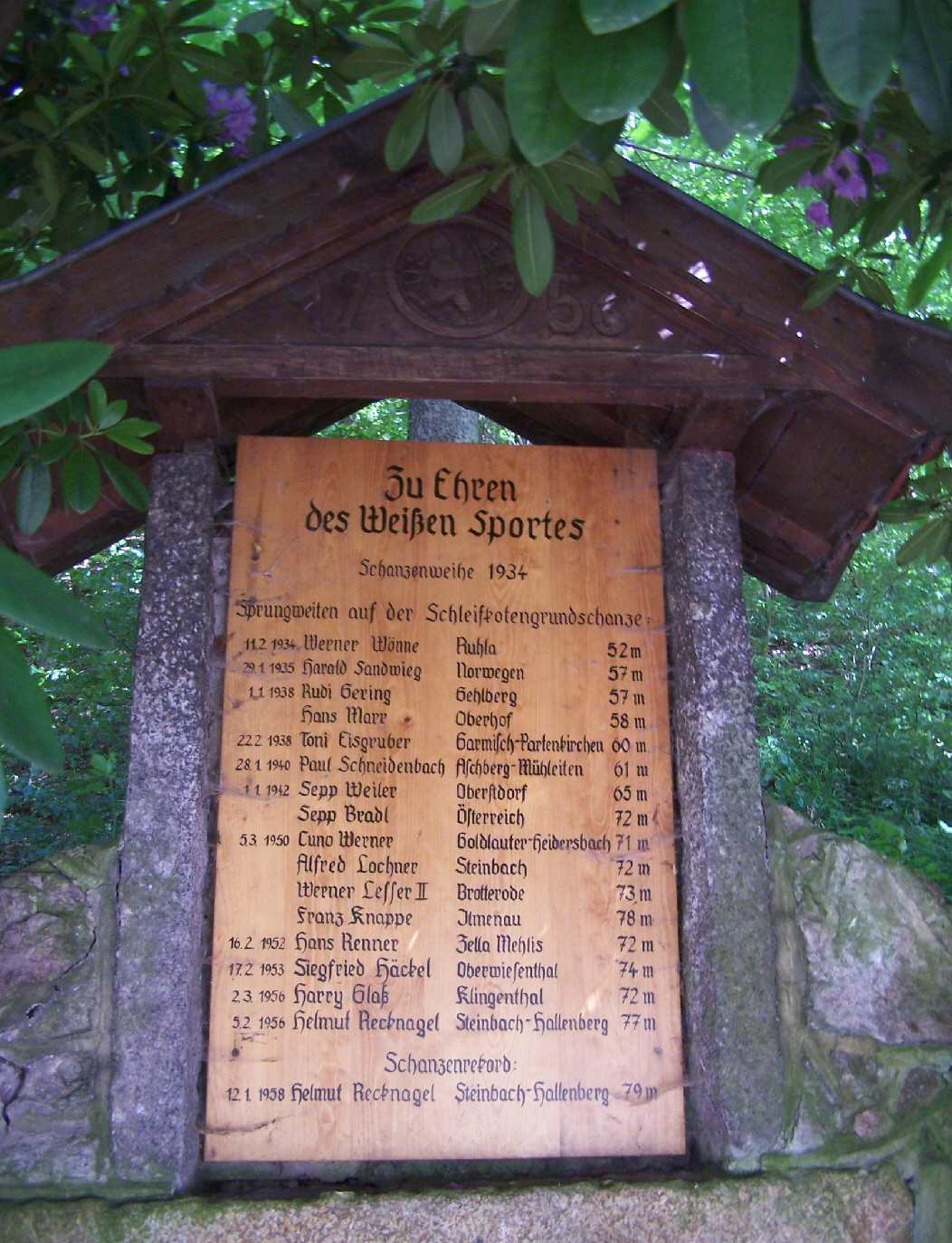
Gedenktafel an der Schanze

In Zusammenarbeit mit dem Ruhlaer Tabakpfeifen- und Heimatmuseum, dem Steinacher Heimat- und Trachtenverein und der Naturparkverwaltung, Außenstelle Alte Warth wurde die Idee eines thematischen Wanderweges umgesetzt:
Der Messerweg beginnt in Ruhla an der Touristinformation. Im Tabakpfeifenmuseum kann eine nachgestaltete Ruhlaer Klingenschmiede besichtigt werden. Über Dornsengasse und Mühlrain führt der Weg in das ehemalige Bergbaugebiet an der Alten Ruhl und folgt den Wegen der Messerträger zur Passhöhe bei der Schillerbuche am Rennsteig. Der Weg führt nun abwärts über Mühlbergskopf in den Schleifkotengrund, wo die Bearbeitung erfolgte und schließlich nach Steinbach, wo die Messer mit Griffen versehen wurden. Der Weg endet am Heimatmuseum Steinbach.
Im östlichen Teil des Schleifkothengrundes wurde in den 1930er Jahren die erste Skisprungschanze errichtet und 1934 eingeweiht. Eine hölzerne Gedenktafel wurde bei der Schanzenbaude aufgestellt, die über die ersten Schanzenrekorde und Wettbewerbe informiert.